# 三沢村 (山形県)
三沢村（みさわむら）は、山形県南置賜郡にあった村。現在の米沢市南西部にあたる。

## 地理
- 山：羽山、愛宕山、笹野山、栃窪山、三郎沢山、月山、天狗山、戸倉山、相渡、栂峰、烏帽子山、大師山、高倉山
- 河川：鬼面川、綱木川

## 歴史
- 1889年（明治22年）4月1日 - 町村制の施行により、赤芝村、吹屋敷村、小野川村、簗沢村、口田沢村、入田沢村、神原村、館山村および成島村の一部の区域をもって発足（ただし赤芝村・吹屋敷村・口田沢村・館山村の各一部は同日発足した米沢市の一部となる）。
- 1954年（昭和29年）11月1日 - 米沢市に編入。同日三沢村廃止。

## 交通

### 鉄道路線
- 日本国有鉄道
  - 米坂線
    - 西米沢駅

### 道路
- 二級国道
  - 国道121号宇都宮米沢線